# Räihänsaari (ö i Petäjävesi)
Räihänsaari är en ö i Finland. Den ligger i sjön Ala-Kintaus och i kommunen Petäjävesi i den ekonomiska regionen  Jyväskylä och landskapet Mellersta Finland, i den centrala delen av landet, 240 km norr om huvudstaden Helsingfors. Öns area är 69 hektar och dess största längd är 1,5 kilometer i öst-västlig riktning.